# بيت الشامي (يريم)

تعديل مصدري - تعديل

بيت الشامي هي إحدى قرى عزلة ارياب بمديرية يريم التابعة لمحافظة إب، بلغ تعداد سكانها 89 نسمة حسب تعداد اليمن لعام 2004.